# Anadevidia inchoata
Anadevidia inchoata là một loài bướm đêm trong họ Noctuidae.